# Palmelo
Palmelo este un oraș în Goiás (GO), Brazilia.